# St. Viktor (Guntersblum, evangelisch)

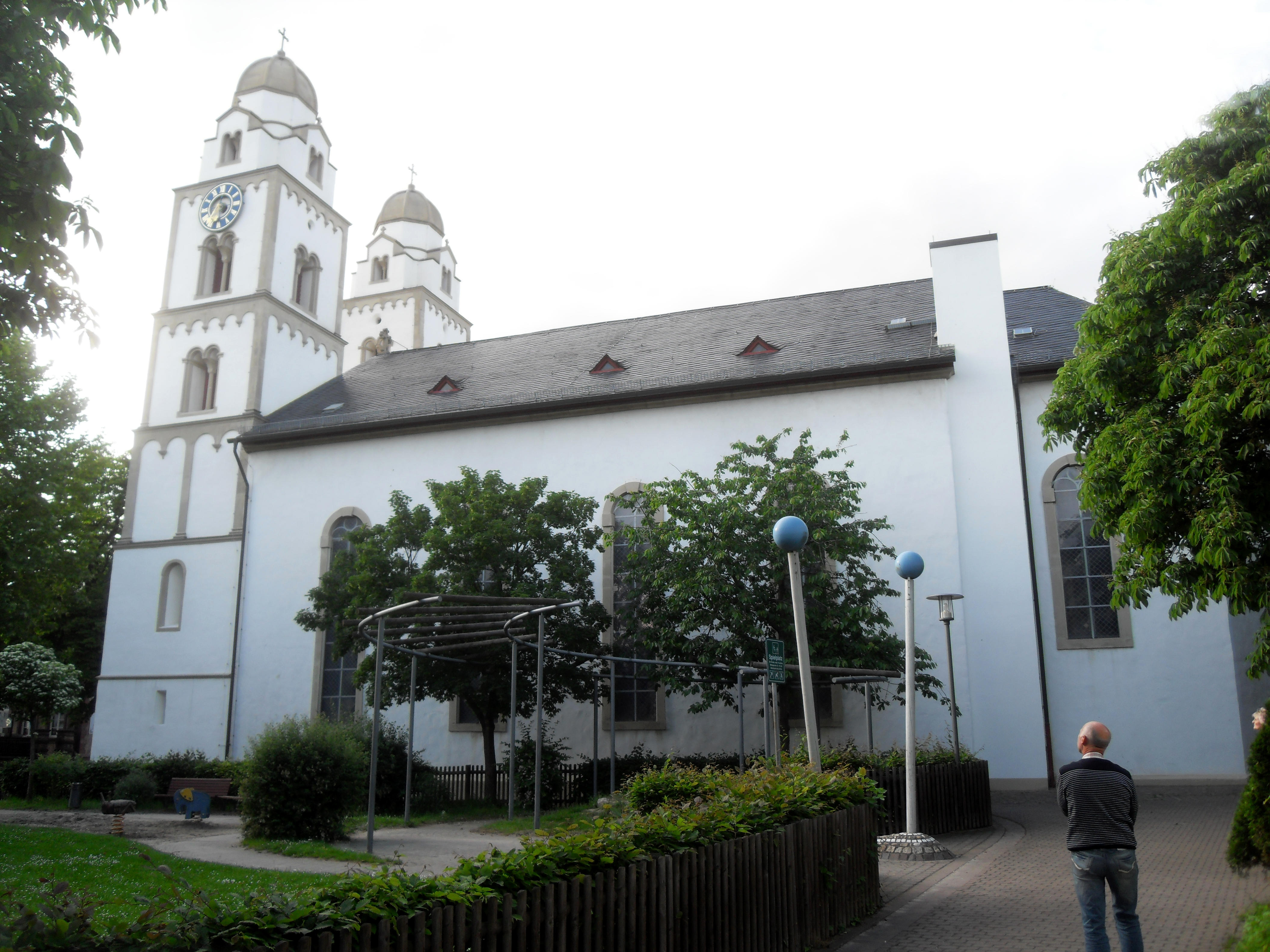
Die Guntersblumer evangelische Kirche von Süden aus

Die Kirche St. Viktor in der rheinhessischen Ortsgemeinde Guntersblum ist eine heutige evangelische Kirche mit langer Geschichte. Das Bauwerk gilt heute als Kulturdenkmal und ist ein geschütztes Kulturgut nach der Haager Konvention.

## Lage
Die Guntersblumer evangelische Kirche befindet sich im Guntersblumer Ortskern. Wenige hundert Meter östlich befindet sich das Neue Schloss, und nur wenige hundert Meter südlich befinden sich der Homburger Hof und das erste Guntersblumer Schloss, das heutige Leininger Schloss. Auf der direkt gegenüberliegenden Straßenseite des Schlosses in der heutigen Hauptstraße befindet sich auch der Deutschherrenhof. In direkter Nähe vom Deutschherrenhof befand sich außerdem das alte Guntersblumer Rathaus, bevor es im Zuge des Umzugs in das Leininger Schloss im Jahr 1834 abgerissen wurde. Zudem befindet sich einige hundert Meter westlich der Polysche Hof und etwas weiter der Guntersblumer Kellerweg und der Julianenbrunnen. Die Synagoge Guntersblum und der Guntersblumer Domhof befinden sich dabei einige hundert Meter südöstlich.

## Geschichte
Der Beginn der Errichtung der Kirche Sankt Viktor in Guntersblum wird etwa auf das Jahr 1100 geschätzt. Weiter wurden in den Jahren 1995 und 2002 Untersuchungen mit Holzbalken aus dem Nordturm der Kirche durchgeführt, deren Untersuchungen zu Tage führten, dass der Baum, aus dem das Holz verwendet wurde, im Frühsommer des Jahres 1101 gefällt wurde. Dabei soll es schon weit vor 1100 ein Kirchenbauwerk in Guntersblum gegeben haben. Gründe für einen Neubau soll unter anderem das „expansive Bevölkerungswachstum“ und Repräsentationszwecke gewesen sein. Die Finanzierung der Kirche verteilte sich dabei auf das Stift Xanten, das am 15. Januar 1237 seine Güter an das Wormser Domkapitel verkaufte und das als Besitzer des Zehnten für den Chor und das Mittelschiff verantwortlich war (ab etwa 1720 war das Wormser Domkapitel für den Chor und die Hälfte des Kirchenschiffs verantwortlich), und die Guntersblumer Bürger, die für die Seitenschiffe und die Kirchtürme zuständig waren.
Der damalige Kirchenbau wurde als dreischiffige Basilika ausgeführt; bis heute hat sich dabei in der Länge und in der Breite des Gebäudes kaum etwas geändert. Eine weitere Tatsache, die man von der damaligen Kirche im 12. Jahrhundert wusste, war, dass die Kirche innen beleuchtet war. Zudem befand sich laut einem Kirchenvisitationsbericht aus dem Jahr 1496 vor dem Chor der Hauptaltar der Kirche. Zudem sollen seit 1300 die beiden Nebenaltäre vor den östlichen Außenmauern des Bauwerks gestanden haben. Dabei war der linke Nebenaltar dem Heiligen Nikolaus und der rechte Nebenaltar dem Heiligen Michael und der Heiligen Margaretha geweiht. Um die Kirche befand sich außerdem ein mit einer Mauer begrenzter Friedhof. Des Weiteren befand sich auf dem Gelände des Friedhofs ein Beinhaus. Darüber hinaus wurde im Kirchenvisitationsbericht 1496 zum ersten Mal der Bauwerksname Sankt Viktor urkundlich dokumentiert. Vermutlich stammt der Name von Viktor von Xanten, dem auch die Mutterkirche der Guntersblumer Kirche geweiht ist. Allerdings war mit dem Namen und der damit verbundenen Schutzherrschaft des Sankt Viktor damals eine Bedingung verbunden: Die Kirche durfte nur so lange den Namen Sankt Viktor tragen, wie auch Katholiken in der Kirche Gottesdienste feiern konnten. Als schließlich im 19. Jahrhundert die Katholiken ein neues Gotteshaus auf dem Hof des Leininger Schlosses erhielten, wurde der Name auch auf dieses Bauwerk übertragen.
Nun wird erst wieder um 1600 vom Zustand der Kirche berichtet. So soll unter anderem das Dach des mittlerweile etwa 400 Jahre alten Bauwerks renovierungsbedürftig gewesen sein. So engagierte die Gemeinde Guntersblum von 1595 bis 1617 jedes Jahr einen Dachdecker, um erforderliche Arbeiten am Kirchendach vornehmen zu lassen. 1618 wurde schließlich das Kirchenschiff der Guntersblumer Kirche wegen starker Baufälligkeit abgerissen. In der Folge verlangten die herrschenden leiningischen Grafen Johann Ludwig (1579–1625) und Philipp Georg (1582–1627) den Wein- und Fruchtzehnten der Guntersblumer Gemeinde, um das Kirchenschiff der Guntersblumer Kirche neu aufzubauen. Bei dem Neubau wurde außerdem das östliche Portal mit der Jahresinschrift 1619 eingefügt. Nachdem jedoch kurz darauf der Dreißigjährige Krieg ausbrach und auch in Guntersblum ankam, musste der Neubau des Kirchenschiffs abgebrochen werden. Als schließlich die Spanier in der Pfalz, die Heimat der leiningischen Grafen, zur Besatzungsmacht wurden und in der Folge die Rekatholisierung in Gang setzten, wurden die leiningischen Grafen nun indirekt daran gehindert, vom Wormser Domkapitel die Zehnteinnahmen für den Bau einer lutherisch geprägten Kirche zu verlangen. Nachdem jedoch Graf Johann Ludwig 1625 gestorben war, versuchte sein Sohn Emich XII. (1612–1658), die lutherisch geprägte schwedische Regierung in Mainz auszunutzen, um das Wormser Domkapitel unter Druck zu setzen, wieder die Zehnteinnahmen abzutreten. Doch schließlich lehnte die schwedische Regierung Emichs Gesuch am 17. Juli 1634 ab mit der Angabe, dass die derzeit erreichbare Geldmenge zu gering für ein solches Bauvorhaben sei.
Nach schweren Zeiten nach dem Dreißigjährigen Krieg für die Guntersblumer Bevölkerung begannen schließlich die seit etwa 1667 in Guntersblum regierenden Brüder Emich Christian und Johann Ludwig damit, das Korn aus dem Zehnten des Wormser Domstifts einzunehmen und anschließend auf dem Markt in Mainz zu verkaufen. Im Juni 1683 gestattete schließlich das Wormser Domkapitel der Gemeinde Guntersblum, mit den Zehnteinnahmen die Kosten für den Chor und die Hälfte des Kirchenschiffs zu bezahlen; die andere Hälfte für den Neubau des Kirchenschiffs musste die Guntersblumer Bevölkerung jedoch selbst bezahlen. Um nun endlich das Bauvorhaben endgültig zu beschließen und allen möglichen Hindernissen während des folgenden Baus vorzubeugen, setzte die Gemeinde Guntersblum nach zwei Gutachten von Baufachleuten einen Vertrag mit dem Wormser Domkapitel auf, den schließlich die Gerichtsmänner Georg Schad, Hans Caspar Reiß und Niclas Adam Greuel, die Guntersblumer Bürger Georg Jakob Mantz und Georg Loos im Namen der Guntersblumer Bevölkerung unterzeichneten. Anschließend wurde der Vertrag außerdem durch die Grafen Emich Christian und Johann Ludwig zu Leiningen im Namen der Guntersblumer Ortsherrschaft bestätigt. Schließlich wurde ab 1685 bis 1688 das neue Kirchenschiff gebaut. So wird in einem Kirchenbuch von der erstmaligen Benutzung der Kirche im Rahmen einer Taufe berichtet: „(Am) 13. Juni 1688 ward Johann Jacob Kissel und seiner Ehefrau Catharina ein junger Sohn getauft und genannt Johann Philipp, dieses ist das erste (Kind), welches in der neuen Kirch getauft worden.“ Eine Neuerung war nun, dass die damalige Kirche ausschließlich Protestanten offenstand, die Katholiken besuchten nun die Gottesdienste in Hangen-Wahlheim und Oppenheim.

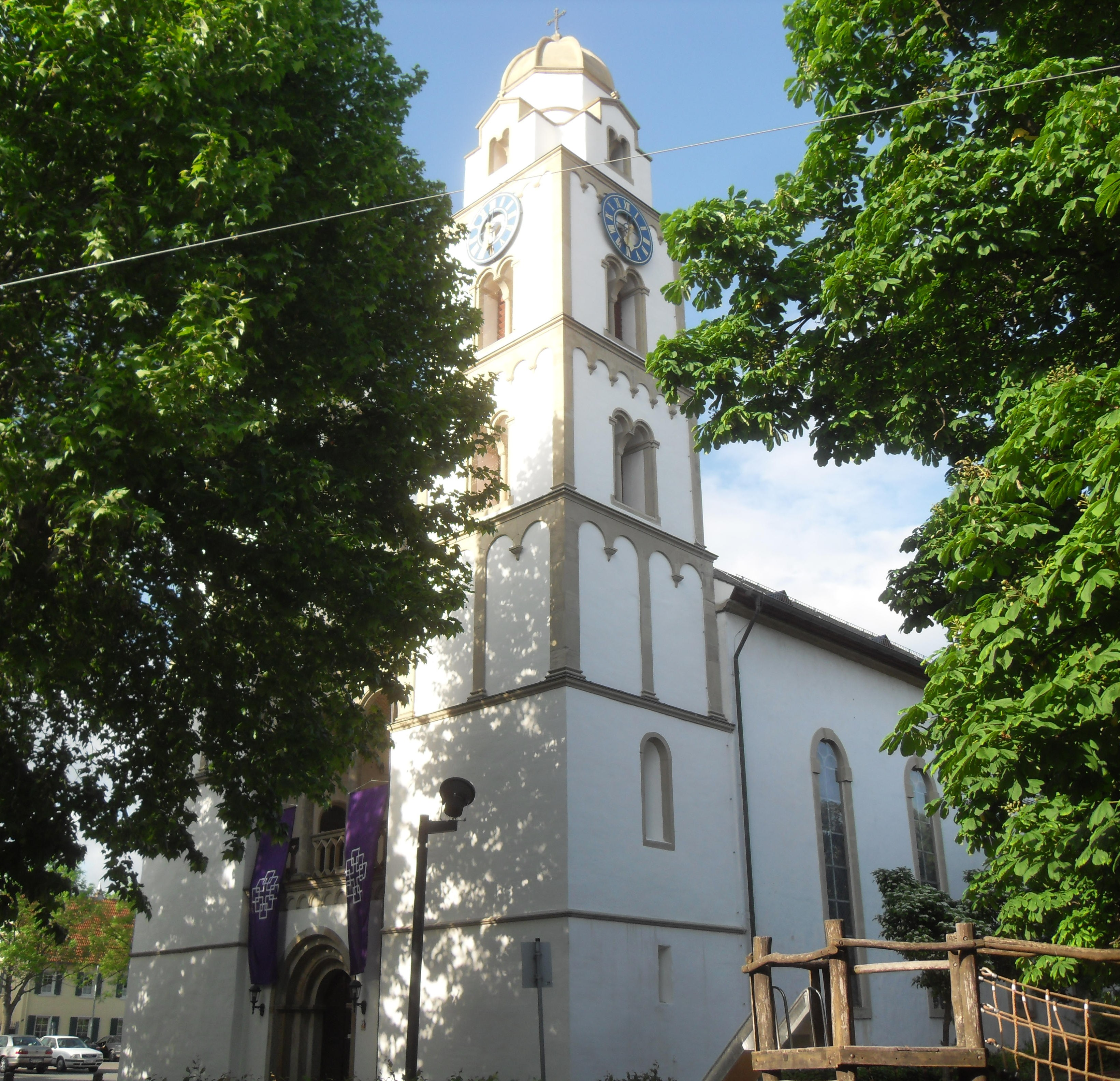
Der 1702 eingestürzte und zwischen 1838 und 1843 wiederaufgebaute Südturm

Durch die nun Ende des 17. Jahrhunderts im lutherisch geprägten Guntersblum regierende französische Besatzungsmacht wurde ab Dezember 1688 ein katholischer Pastor namens Matthias Ritter eingesetzt. Dadurch wurde die Guntersblumer Kirche nun zur Simultankirche. In der Folge kommt es etwa ab kurz vor Ende des 17. Jahrhunderts zu zahlreichen Konflikten zwischen beiden Konfessionen, deren Folgen noch weit bis in das 20. Jahrhundert hineinreichten. Zudem wurden nun, da jetzt auch Katholiken die Kirche besuchten, neue Kruzifixe, Marienbildnisse, ein Weihwasserkessel, ein Hochaltar mit einem Abbild des heiligen Viktor, ein großes Kreuz im Chorraum, ein Beichtstuhl und zahlreiche Kirchenfahnen beschafft, was auch Unmut unter den Protestanten hervorrief. 1702 stürzte schließlich der Südturm der Kirche ein. In der Folge nahm man an der Kirche wichtige, unter anderem durch die Folgen des Pfälzischen Erbfolgekriegs notwendig gewordene, Reparaturen am Kirchengebäude vor. Finanziell unterstützt wurden sie dabei durch Einnahmen der Guntersblumer Katholiken, die nun nach dem Krieg auch Abgaben zahlen mussten. So wurde ab 1698 Geld für die im Krieg zerstörten Kirchenfenster eingesammelt, die schließlich vier Jahre später wieder repariert wurden. Zudem wurden ab 1702, nach dem Einsturz des Südturms, Geld für dessen Wiederaufbau gesammelt. Darüber hinaus wurde aus den eingesammelten Abgaben 1714 neues Kirchengestühl beschafft. Des Weiteren erhielt die Kirche 1719 eine Orgel. 1731 wurde der Gemeinde Guntersblum mitgeteilt, dass sie ab sofort alleine den Wiederaufbau der Kirche finanzieren müsse. Aufgrund der hohen Verschuldung der Gemeinde Guntersblum konnte nun lediglich das Kirchenschiff durch die Zehnteinnahmen renoviert werden, der Neubau des Südturms musste vorläufig gestoppt werden. Neun Jahre später wurde schließlich die Gesamtanlage besichtigt und alle Schäden dokumentiert. Dabei kam man unter anderem zu dem Ergebnis, dass das kleine Holztürmchen mit einer Glocke auf der Kirche stark baufällig war. Am 17. Juni 1740 bekamen die Guntersblumer schließlich die Erlaubnis, einen neuen jungen Baum zu fällen und so das alte instabil gewordene Holz aus dem Holztürmchen zu ersetzen.
1838 startete dann schließlich eine fünfjährige große Kirchenrenovierung, in deren Verlauf auch der 1702 eingestürzte Südturm wiederaufgebaut wurde. Ende 1840 bekräftigten dann sowohl Protestanten als auch Katholiken schriftlich ihre Absicht, künftig nicht mehr gemeinsam ihre Gottesdienste in einer Kirche zu feiern, sondern zukünftig in unterschiedlichen Gotteshäusern ihre Gottesdienste zu feiern. Am 28. Juli bekamen sie schließlich die „Genehmigung zur Auflösung des Simultanverhältnisses“. Schließlich wurde am 16. November 1845 die neue katholische Kirche auf dem Hof des Leininger Schlosses durch den Mainzer Bischof Peter Leopold Kaiser eingeweiht. Seitdem hat sich das Verhältnis beider Konfessionen in Guntersblum wesentlich entspannt.

## Ausstattung

### Sarazenentürme

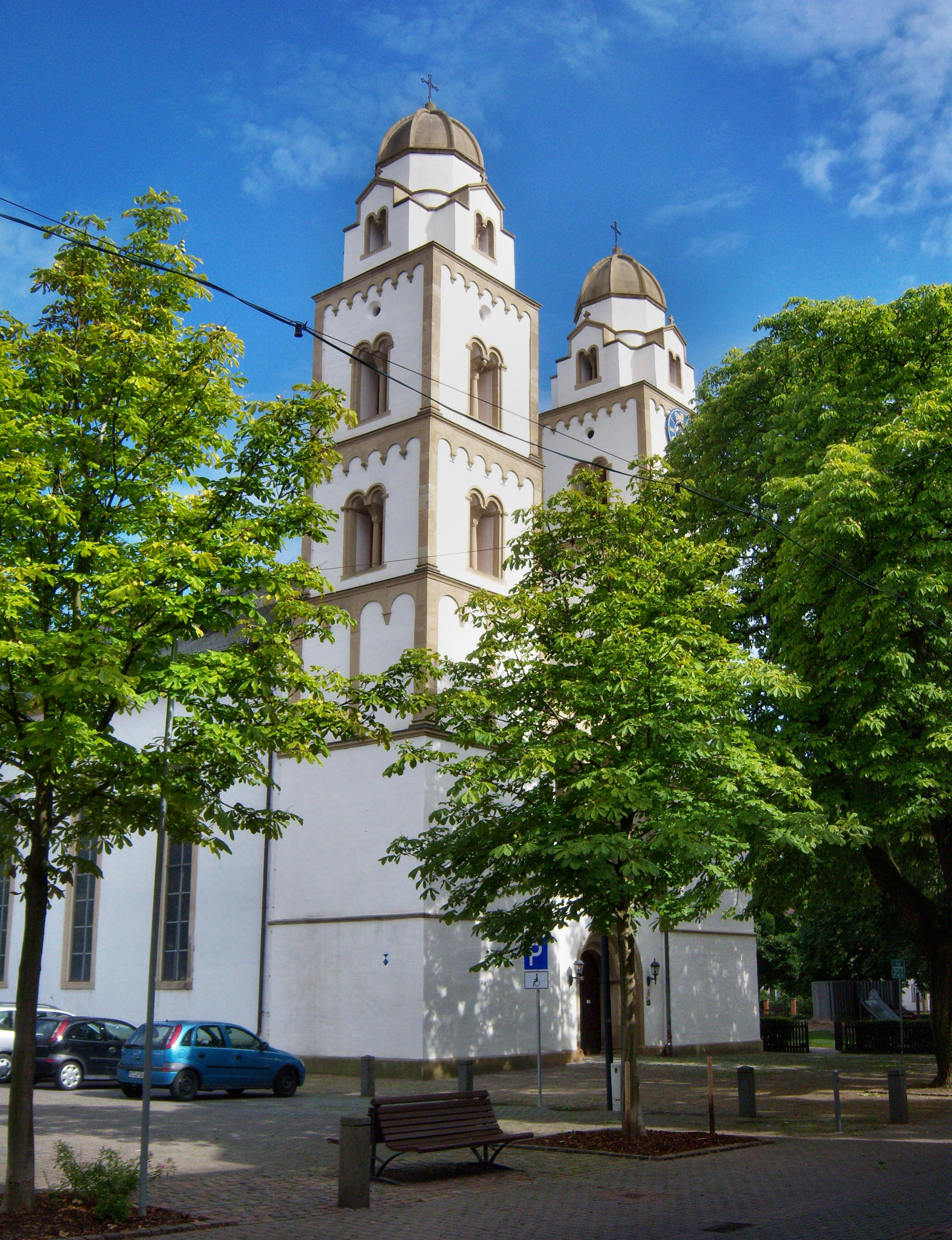
Der Nordturm, das älteste Gebäude Guntersblums

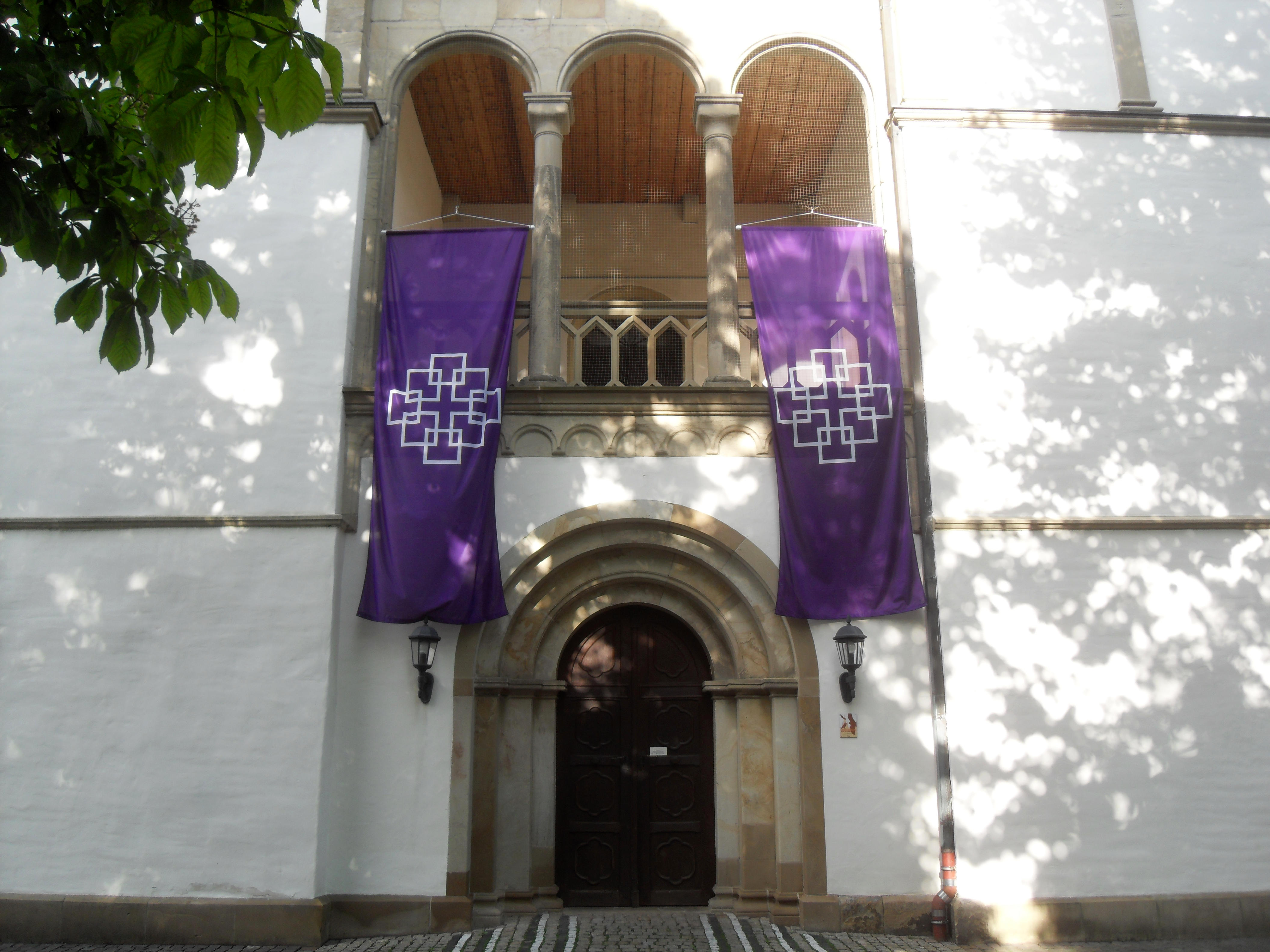
Der Haupteingang an der Westseite der Kirche

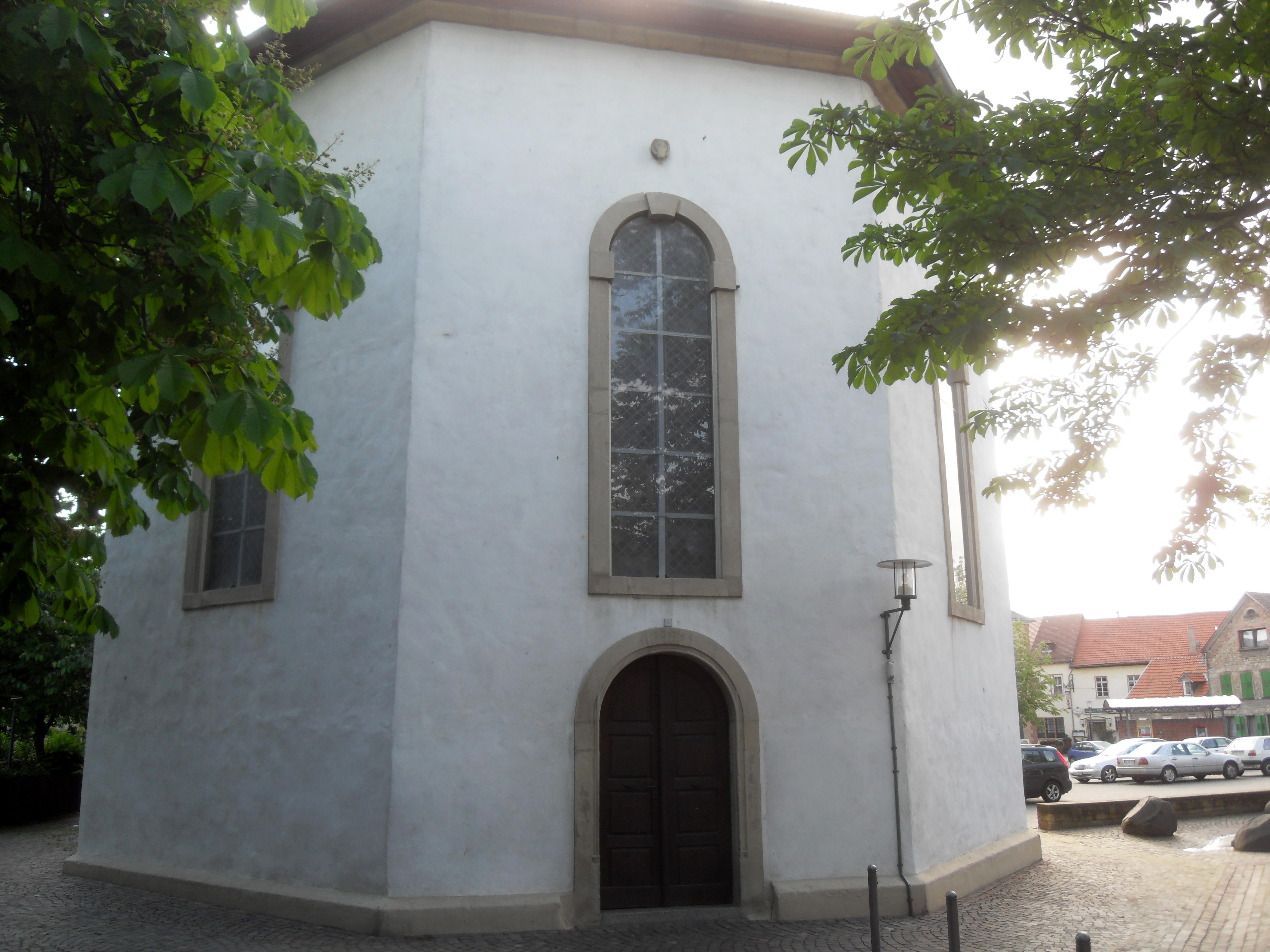
Der Osteingang der Kirche

Eine Besonderheit der Guntersblumer evangelischen Kirche sind die so genannten „Heiden-“ oder „Sarazenentürme“. Deren „Bekrönungen“ nennt man dabei oft „Kreuzfahrerhelme“, „armenische“ oder „rheinhessische Helme“. Solche Kirchturmbekrönungen gibt es dabei nur fünfmal in Deutschland und viermal in Rheinhessen: Außer in Guntersblum sind sie nur noch in Alsheim (St. Bonifatius), Dittelsheim-Heßloch (Allerheiligen) und bei der Wormser Pauluskirche zu finden. Heute ist man sich in der Forschung sehr sicher, dass ihr Aussehen von Rückkehrern aus dem ersten Kreuzzug der christlichen Völker gegen Seldschuken in Kleinasien inspiriert worden war. Des Weiteren könnte ein solcher Turmabschluss auch bei solchen Guntersblumer Bürgern Anklang gefunden haben, die während des Kreuzzugs zu Hause blieben und so ihr Gewissen beruhigen und Seelenheil fördern wollten. Darüber hinaus könnte man sich aber auch aus schlicht architektonischen Erwägungen für diese Kuppeln entschieden haben.
Der Nordturm ist das älteste Gebäude in Guntersblum. Er ist auch das einzige Bauwerk im Gebäudekomplex der Kirche, das seit seiner Errichtung um das Jahr 1100 nahezu unverändert ist. Beide Türme bestehen dabei aus fünf, beinahe würfelgleichen, Stockwerken und werden durch ein aufwendig gestaltetes Portal verbunden. 1702 stürzte schließlich der Südturm ein, die Benötigung einer Renovierung des Nordturms zeigte sich zu Beginn des 19. Jahrhunderts. Der Wiederaufbau des Südturms und die Renovierung des Nordturms fanden nun während der Kirchenrenovierung von 1838 bis 1843 statt. Dabei wurde spätestens jetzt am Südturm eine Turmuhr installiert. Des Weiteren wurden die im Nordturm unmittelbar unter den neu gestalteten Turmabschlüssen befindlichen Schartenfenster zugemauert. Des Weiteren setzte man oberhalb der darunterbefindlichen „Biforien“ „segmentförmige Entlastungsbögen“ ein. Zudem verwendete man bei der Neugestaltung der Außenverkleidung neue Steine. Ein weiterer Unterschied zu den Vorgängerbauten, insbesondere zu dem des Südturms, war, dass man nun wesentlich weniger Wert auf schmuckvolle Gestaltung der Türme legte als noch beim Bau der Türme zu Beginn des Jahrtausends. Außerdem ersetzte man die vorher glatte Kuppel des Südturms durch einen achtseitig rippenbesetzten Turmabschluss. Des Weiteren renovierte man von 2003 bis 2004 die beiden Türme der Guntersblumer evangelischen Kirche.
Eine weitere Besonderheit an dem Nordturm sind vier stilvoll gestaltete Skulpturen. Trotz häufigen Restaurierungsarbeiten sehen sie heute der ursprünglichen Form und dem anfänglichen Ausdruck sehr ähnlich. Der Grund für das Anbringen solcher Skulpturen war das Vertreiben von bösen Geistern und teufelartigem Treiben und Einfluss. Des Weiteren befinden sich je zwei Kreuze auf beiden Türmen, die heute auch als Blitzableiter fungieren. Zudem gibt es seit der Kirchenrenovierung unterhalb von jedem Turmabschluss von beiden Türmen vier weitere Kreuze, die aus Sandstein bestehen. Darüber hinaus befindet sich auf der westlichen Giebelwand ein weiteres, etwas größeres Kreuz aus Sandstein. Somit zieren insgesamt elf Kreuze die heutige Guntersblumer evangelische Kirche.

### Tympanon
Über dem Eingang zur Kirche ist außerdem ein aufwändig gestaltetes Tympanon angebracht. Das Tympanon soll ungefähr um das Jahr 1200 entstanden sein. Das Tympanon hat eine flachbogige Form. An das Tympanon lehnen sich außerdem von links und von rechts zwei Halbbogenfelder, die zugleich das Tympanon mit den Türpfosten verbinden. In der Mitte auf dem Tympanon ist dabei Jesus Christus an einem Kreuz hängend zu sehen. Seine Füße sind mit dem Boden verbunden. Unmittelbar links und rechts von Jesus befinden sich außerdem die kleinsten Gestalten auf dem Kunstwerk: die Schächer. Des Weiteren befinden sich wiederum links und rechts von den Schächern, unmittelbar am Rand des Tympanon, zwei weitere Figuren: die linke Person ist hierbei Johannes der Täufer und die rechts von Jesus Christus kniende Maria Magdalena. In den Halbbögen links und rechts befinden sich außerdem zwei Figuren ohne Heiligenschein. Dabei handelt es sich wahrscheinlich um Personen, die dem weltlichen Stand angehören. Es könnte sich bei den Personen aber auch um Engel handeln.

### Taufstein
Ein weiteres Kunstwerk im Gebäudekomplex der Kirche ist der Taufstein. Der aus Rotsandstein bestehende Taufstein ist dabei „vermutlich um 1490 entstanden“. Des Weiteren zählt der Taufstein zu den so genannten Löwentaufsteinen. So tragen vier Löwen die Kuppa, die achteckig gestaltet ist. Der Taufstein wird außerdem von verschlungenem Astwerk, der Jungfrau Maria und weiteren Heiligen, die ohne Beziehung zu anderen Altar- und Kirchenpatronen in der Kirche stehen, verziert. Die anderen Figuren sind dabei die Apostel Paulus, Simon Petrus, Johannes, Andreas, Bartholomäus, der Heilige Sebastian und Jakobus der Ältere. Dabei werden alle Männer, außer Johannes und Sebastian mit Bart dargestellt. Zudem hat jede Figur auf dem Taufstein etwas in der Hand: Maria hat das Jesuskind auf dem rechten Arm, Paulus hat ein Schwert in der linken und ein Teil seines Umhangs in der rechten Hand, Simon Petrus hat einen Schlüssel in der linken und ein Buch in der rechten Hand, Johannes hat in der linken ein Kelch, Andreas hat ein Buch in der linken Hand, Bartholomäus hat ebenfalls ein Buch in der linken Hand und dazu ein abgebrochenes Messer in der rechten Hand, Sebastian hält mit seinen beiden Händen einige Pfeile und Jakobus der Ältere hält einen Stab in der linken Hand.

### Orgel
Spätestens 1719 erhielt die Guntersblumer Kirche dann auch eine Orgel. Etwa 1770 erhielt die Kirche dann eine neue Orgel, gebaut von der Familie Stumm. Sie befand sich dabei seit ihrer Anschaffung auf einer großen Empore gegenüber dem Altar. Da sie nur von evangelischen Spendengeldern bezahlt wurde, durfte sie auch nur von den Protestanten benutzt werden, was großen Unmut unter den Guntersblumer Katholiken hervorrief. Heute weiß man, dass Graf Carl Friedrich Wilhelm von Leiningen-Hardenburg 1.000 Gulden und die evangelische Gemeinde Guntersblums 1.300 Gulden zum Bau der Orgel spendete. 1912 erhielt die Guntersblumer Kirche schließlich eine neue Orgel von der Werkstatt Bechstein aus Groß-Umstadt. Da das aufwändig verzierte Orgelprospekt jedoch noch gut erhalten war, verwendete man das alte Prospekt in der neuen Orgel. Diese Orgel wird dabei bis heute verwendet.

## Heutige Nutzung
Die Guntersblumer Kirche mit der Adresse Marktplatz 6 und seine Gemeinde sind heute in der Evangelischen Kirche in Hessen und Nassau organisiert. Das Gebäude der Guntersblumer Kirche wird heute dabei von der evangelischen Kirchengemeinde des Ortes hauptsächlich als Raum für ihre Gottesdienste genutzt. Das Kirchengebäude mit etwa 600 Sitzplätzen wird dabei auch für Konzerte und Lesungen von vielfältigster Art genutzt.